# Galščina
Galščina je izumrli keltski jezik, ki ga je govorilo ljudstvo Galcev na področju današnje Francije (z izjemo pokrajine Akvitanije), Belgije, zahodne Nemčije in severnoitalijanskega nižavja.

## Značilnosti
Galščina je najpomembnejša predstavnica celinskih keltskih jezikov in je tesno sorodna z lepontščino (slednjo včasih štejejo celo za narečje galščine).
Je (pretežno) jezik P-keltskega tipa in si z lepontščino ter britanskimi jeziki deli spremembo prvotnega praindoevropskega in prakeltskega glasu *kw v [p]:
- galsko epo- "konj"; latinsko equus, staroirsko ech
- galsko petru- "štiri"; latinsko quattuor, staroirsko cethir

Vendar pa je v nekaterih arhaizmih še ohranjen prvotni *kw (pisan kot /-qu-/); npr. equos (na koledarju iz Colignyja), zemljepisni imeni Sequana (današnja reka Sena) in Quariates (današnji Queyras) ter plemensko ime Sequani (Russell 1995: 16).

## Pisava
Galski napisi se pojavljajo v treh pisavah: grški, luganski (lepontski) in latinski. 
Napisi v grškem alfabetu so iz obdobja od 3. stoletja pr. n. št. do začetka 1. stoletja n. št. Grški alfabet so uporabljali Galci v južni Franciji. Ključno vlogo pri tem je imela že okoli leta 600 pr. n. št. ustanovljena grška kolonija Massalia (današnji Marseille), ki je bila trgovsko in kulturno središče. Grški vpliv v južni Galiji pa se je okrepil v 4. stoletju pr. n. št. z ustanovitvijo kolonije Nikeje (današnja Nica). 
Ko so v 2. in 1. stoletju pr. n. št. oblast nad Galijo postopno prevzeli Rimljani, se je hitro razširila uporaba latinice. Napisi v latinici so tako iz obdobja od 1. stoletja pr. n. št. do konca 4. stoletja n. št. (Haarmann 2002: 74).

## Napisi
Galščina je najbolje izpričan celinski keltski jezik in je ohranjena v več sto napisih. Korpus galskih napisov je skupina znanstvenikov iz Pariza zbrala in dokumentirala v delu Receuil des Inscriptions Gauloises (R.I.G.), ki se sestoji iz štirih knjig:
- 1. knjiga: Zbirka napisov v grških velikih črkah, v veliki večini iz okolice Marseillea (primeri G-1 –G-281); uredil Michel Lejeune.
- 2. knjiga, prvi zvezek: Zbirka napisov iz Cisalpinske Galije v luganski pisavi (primeri E-1 – E-6) in napisov iz Transalpinske Galije v latinskih velikih črkah (primeri L1 – L-16); uredil Michel Lejeune.
- 2. knjiga, drugi zvezek: Zbirka napisov v latinski kurzivi (primeri L-18 – L-139); uredil Pierre-Yves Lambert
- 3. knjiga: Koledarja iz Colignyja in Villards d'Hérie; uredila Paul-Marie Duval in Georges Pinault.
- 4. knjiga: Zbirka napisov na kovancih (338 primerov); uredila Jean-Baptiste Colbert de Beaulieu in Brigitte Fischer.

Med galskimi napisi po tipu prevladujejo posvetila; sledijo jim nagrobni napisi, ljudski napisi, grafiti in napisi na kovancih. Posebej zanimiva primera sta bronasti koledar iz Colignyja, ohranjen v okoli 150 fragmentih, in enak, vendar v manjšem številu fragmentov ohranjen koledar iz kraja Villards d'Héria (Ball in Fife 1993: 36-39).

### Primer galskega napisa
Napis G-153:
- galsko: Segomaros Ouilloneos tooutious Namausatis eiōrou Bēlēsami sosin nemēton

- slovensko: Segomaros, sin Villona, meščana Namausa, je posvetil ta sveti kraj Belesami

(Russell 1995: 200, po Lejeune 1985)

## Zgodovina
Galski jezik in kultura sta bila od 1. stoletja pred n. št., ko so Rimljani prevzeli oblast nad Galijo, pod močnim vplivom latinščine in Galci so se postopno romanizirali, vendar se je galščina obdržala vse do poznih rimskih časov, najdlje v severozahodni Galiji v pokrajini Aremorica (današnja Bretanja).
Rimljani so bili v stiku z Galci tako v severni Italiji kot v Galiji in latinščina je od galščine prevzela veliko besed, zlasti takih, ki se nanašajo na kulturo keltskih ljudstev: bardus (bard), bracae (hlače), carrus (voz), cervesia (pivo), druidae (druidi), essedum (bojni voz), gaesa (kopje) (Russell 1995: 20). 
Čeprav je izumrla, je galščina pustila trajne sledove v francoščini in francoskih krajevnih imenih. Francoske besede galskega izvora so npr. alouette (škrjanec), charrue (plug), chemin (pot, cesta), chêne (hrast), débraillé (zanemarjen, razcapan), mouton (oven, ovca) idr. 
Keltski substrat je prisoten tudi v globljih strukturah francoščine. Tako so npr. desetice od številke 60 naprej oblikovane po značilnem keltskem štetju v dvajseticah: 
70 soixante-dix (dobesedno: šestdeset in deset),
80 quatre-vingts (dobesedno: štiri dvajsetice),
90 quatre-vingts-dix (dobesedno: štiri dvajsetice in deset).
Pravtako keltskega izvora je francoski perifrastični tip vprašalnic: 
est-ce que tu viens? "ali prideš?" (dobesedno: "ali je, da ti prideš?")
qu'est-ce que tu vois? "kaj vidiš?" (dobesedno: "kaj je to, kar ti vidiš?")
(Haarmann 2002: 74-75).